# Snöberget, Dalarna
Snöberget är ett naturreservat i Hedemora kommun i Dalarnas län.
Området är naturskyddat sedan 2011 och är 67 hektar stort. Reservatet är talldominerad skog med inslag av lövträd.